# Jean Mangabeira
Jean Mangabeira da Silva (Anápolis, 10 marzo 1997) è un calciatore brasiliano, centrocampista del Brusque.

## Caratteristiche tecniche
È un centrocampista difensivo.

## Carriera
Cresciuto nel settore giovanile del Criciúma, debutta in prima squadra il 21 aprile 2016 in occasione dell'incontro del Campionato Catarinense perso 2-1 contro il Metropolitano; l'anno seguente esordisce anche a livelli professionistici giocando il match di Série B perso 3-2 contro il Brasil de Pelotas.
Il 6 febbraio 2020 approda in Europa firmando con i cechi del Karviná.

## Statistiche
Statistiche aggiornate al 4 aprile 2021.

### Presenze e reti nei club
| Stagione        | Squadra         | Campionato      | Campionato | Campionato | Coppe nazionali | Coppe nazionali | Coppe nazionali | Coppe continentali | Coppe continentali | Coppe continentali | Altre coppe | Altre coppe | Altre coppe | Totale | Totale | Totale |
| Stagione        | Squadra         | Comp            | Pres       | Reti       | Comp            | Pres            | Reti            | Comp               | Pres               | Reti               | Comp        | Pres        | Reti        | Pres   | Reti   |        |
| --------------- | --------------- | --------------- | ---------- | ---------- | --------------- | --------------- | --------------- | ------------------ | ------------------ | ------------------ | ----------- | ----------- | ----------- | ------ | ------ | ------ |
| 2016            | Criciúma        | PD/SC+B         | 0+2        | 0          | CB              | 0               | 0               |                    | -                  | -                  |             | -           | -           | 2      | 0      |        |
| 2017            | Criciúma        | PD/SC+B         | 2+1        | 0          | CB              | 0               | 0               |                    | -                  | -                  |             | -           | -           | 3      | 0      |        |
| 2018            | Criciúma        | PD/SC+B         | 10+28      | 0          | CB              | 1               | 0               |                    | -                  | -                  |             | -           | -           | 39     | 0      |        |
| 2019            | Criciúma        | PD/SC+B         | 11+13      | 0          | CB              | 2               | 0               |                    | -                  | -                  |             | -           | -           | 26     | 0      |        |
| Totale Criciúma | Totale Criciúma | Totale Criciúma | 67         | 0          |                 | 3               | 0               |                    | -                  | -                  |             | -           | -           | 70     | 0      |        |
| feb.-giu. 2020  | Karviná         | 1L              | 5          | 0          | CR              | 0               | 0               |                    | -                  | -                  |             | -           | -           | 5      | 0      |        |
| 2020-2021       | Karviná         | 1L              | 20         | 0          | CR              | 1               | 0               |                    | -                  | -                  |             | -           | -           | 21     | 0      |        |
| Totale carriera | Totale carriera | Totale carriera | 92         | 0          |                 | 4               | 0               |                    | -                  | -                  |             | -           | -           | 96     | 0      |        |